# 神谷優太
神谷 優太（かみや ゆうた、1997年4月24日 - ）は、山形県山形市出身のプロサッカー選手。J1リーグ・ファジアーノ岡山FC所属。ポジションはミッドフィールダー、フォワード。
妻は元南海放送アナウンサーの西木恵美里。

## 来歴
東京ヴェルディの下部組織出身の選手でユースまで東京ヴェルディで育った。ユースに昇格した後、高2の夏(編入時期は高2の冬)に青森山田高校に編入。高校3年時の全国高校サッカー選手権では準決勝で國學院久我山高校に敗れ敗退 したものの、優秀選手の一人に選出された。
大会終了後、湘南ベルマーレに入団することが内定した。
2016年、湘南ベルマーレに入団。4月6日、ナビスコカップ第3節の大宮アルディージャ戦でプロ初先発。2017年4月9日、第7節の東京ヴェルディ戦では同シーズン初先発を果たし、菊地俊介の得点を演出した。 2017年5月に行われたFIFA U-20ワールドカップのメンバーの候補に入っていたが落選した。
2018年より愛媛FCに期限付き移籍で加入。4月15日、第9節のカマタマーレ讃岐戦でプロ入り初得点を決めた。
2020年より湘南ベルマーレから完全移籍で柏レイソルに加入した。7月22日、第6節の浦和レッズ戦で移籍後初ゴールを決めた。
2022年より清水エスパルスに完全移籍で加入した。
2023年12月6日、契約満了による退団が発表された。同年12月24日、移籍先がKリーグ1の江原FCに決まった。
2024年7月22日、ファジアーノ岡山FCへ加入が発表された。

## 人物
2019年10月11日に元南海放送アナウンサーの西木恵美里と入籍した。

## 所属クラブ
- 2004年 - 2006年 OSAフォルトナ山形（山形市立桜田小学校）
- 2007年 - 2008年 S.F.Cジェラーレ（山形市立桜田小学校）
- 2009年 東京ヴェルディジュニア（川崎市立菅小学校）
- 2010年 - 2012年 東京ヴェルディジュニアユース（川崎市立菅中学校）
- 2013年 東京ヴェルディユース（日出高等学校）
- 2014年 - 2015年 青森山田高等学校
- 2016年 - 2019年  湘南ベルマーレ
  - 2018年 - 2019年  愛媛FC (期限付き移籍)
- 2020年 - 2021年  柏レイソル
- 2022年 - 2023年  清水エスパルス
- 2024年 - 同年7月  江原FC
- 2024年7月 -  ファジアーノ岡山FC

## 個人成績
| 国内大会個人成績 | 国内大会個人成績 | 国内大会個人成績 | 国内大会個人成績 | 国内大会個人成績 | 国内大会個人成績 | 国内大会個人成績 | 国内大会個人成績 | 国内大会個人成績 | 国内大会個人成績 | 国内大会個人成績 | 国内大会個人成績 |
| 年度             | クラブ           | 背番号           | リーグ           | リーグ戦         | リーグ戦         | リーグ杯         | リーグ杯         | オープン杯       | オープン杯       | 期間通算         | 期間通算         |
| 年度             | クラブ           | 背番号           | リーグ           | 出場             | 得点             | 出場             | 得点             | 出場             | 得点             | 出場             | 得点             |
| 日本             | 日本             | 日本             | 日本             | リーグ戦         | リーグ戦         | リーグ杯         | リーグ杯         | 天皇杯           | 天皇杯           | 期間通算         | 期間通算         |
| ---------------- | ---------------- | ---------------- | ---------------- | ---------------- | ---------------- | ---------------- | ---------------- | ---------------- | ---------------- | ---------------- | ---------------- |
| 2016             | 湘南             | 28               | J1               | 14               | 0                | 4                | 0                | 1                | 0                | 19               | 0                |
| 2017             | 湘南             | 7                | J2               | 7                | 0                | -                | -                | 2                | 0                | 9                | 0                |
| 2018             | 愛媛             | 10               | J2               | 30               | 7                | -                | -                | 0                | 0                | 30               | 7                |
| 2019             | 愛媛             | 10               | J2               | 36               | 6                | -                | -                | 0                | 0                | 36               | 6                |
| 2020             | 柏               | 39               | J1               | 19               | 3                | 2                | 0                | -                | -                | 21               | 3                |
| 2021             | 柏               | 39               | J1               | 25               | 3                | 3                | 0                | 1                | 0                | 29               | 3                |
| 2022             | 清水             | 17               | J1               | 21               | 1                | 6                | 1                | 2                | 0                | 29               | 2                |
| 2023             | 清水             | 7                | J2               | 22               | 3                | 2                | 0                | 0                | 0                | 24               | 3                |
| 韓国             | 韓国             | 韓国             | 韓国             | リーグ戦         | リーグ戦         | リーグ杯         | リーグ杯         | FA杯             | FA杯             | 期間通算         | 期間通算         |
| 2024             | 江原             | 7                | K1               | 10               | 0                | -                | -                | 2                | 1                | 12               | 2                |
| 日本             | 日本             | 日本             | 日本             | リーグ戦         | リーグ戦         | リーグ杯         | リーグ杯         | 天皇杯           | 天皇杯           | 期間通算         | 期間通算         |
| 2024             | 岡山             | 33               | J2               | 13               | 1                | -                | -                | -                | -                | 13               | 1                |
| 2025             | 岡山             | 33               | J1               |                  |                  |                  |                  |                  |                  |                  |                  |
| 通算             | 日本             | 日本             | J1               | 79               | 7                | 15               | 1                | 4                | 0                | 98               | 8                |
| 通算             | 日本             | 日本             | J2               | 108              | 17               | 2                | 0                | 2                | 0                | 112              | 17               |
| 通算             | 韓国             | 韓国             | K1               | 10               | 2                | -                | -                | 2                | 1                | 12               | 2                |
| 総通算           | 総通算           | 総通算           | 総通算           | 197              | 26               | 17               | 1                | 8                | 1                | 222              | 28               |

その他の公式戦
- Jリーグ初出場 - 2016年3月20日 J1 1stステージ第4節浦和レッズ戦 (Shonan BMW スタジアム平塚)
- Jリーグ初得点 - 2018年4月15日 J2第9節 カマタマーレ讃岐戦 (Pikaraスタジアム)
- 2023年
  - J1昇格プレーオフ：1試合0得点
- 2024年
  - J1昇格プレーオフ：2試合0得点

## タイトル

### クラブ
湘南ベルマーレ
- J2リーグ：1回（2017年）

### 代表
U-19日本代表
- AFC U-19選手権：1回（2016年）

東京都選抜
- 国民体育大会サッカー競技 (2013年)

### 個人
- 国民体育大会 得点王（2013年）
- 全国高等学校サッカー選手権大会 優秀選手（2015年）

## 代表歴
- U-16日本代表
  - フランス遠征（2012年）
  - カタール・アゼルバイジャン遠征（2012年）
- U-19日本代表
  - バーレーンU-19カップ（2016年）
  - 水原JSカップ U-19国際ユースサッカー大会（2016年）
  - NTC招待大会（2016年）
  - AFC U-19選手権（2016年）
- U-20日本代表
  - ドイツ遠征（2017年）
  - M-150カップ（2017年）
- U-21日本代表
  - AFC U-23選手権（2018年）
  - アジア競技大会（2018年）
  - ドバイカップU-23（2018年）
- U-22日本代表
  - トゥーロン国際大会（2019年）